# Ryszard Wilson
Ryszard Wilson (ur. 19 lipca 1847 w Lublinie, zm. 18 października 1939) – lekarz, podporucznik, weteran powstania styczniowego.

## Życiorys
W powstaniu styczniowym brał udział w randze podporucznika kawalerii. Brał udział w bitwach pod: Chruśliną, Tuczapami, Korytnicą, Dąbiem, Zielonką, Mołodutynem i Jedlnem. Ranny w głowę i lewy bok. Przebył 3 i pół roku w rotach aresztanckich w Twerze. Kształcił się w kierunku medycznym. Praktykę lekarską rozpoczął w 1887 roku ze specjalizacją w ginekologii, następnie objął stanowisko lekarza miejskiego w Oświęcimiu. W okresie II RP przyjmował także w miejscowych „Koszarach”. Brał czynny udział w życiu społecznym miasta, m.in. w 1929 roku wszedł w skład Powiatowego Komitetu Budowy Gimnazjum w Oświęcimiu (Gimnazjum im. Konarskiego).
W 70 rocznicę powstania w 1933 roku, wraz z grupą weteranów został przyjęty na Zamku Królewskim przez Prezydenta  Ignacego Mościckiego, a następnie w Belwederze przez Marszałka Józefa Piłsudskiego.
W styczniu 1938 roku wraz z 50 weteranami oraz trzema weterankami (Marią Bentkowską, Marią Fabianowską i Lucyną Żukowską) został odznaczony Krzyżem Oficerskim Orderu Odrodzenia Polski.
W 1938 roku mieszkał w Oświęcimiu. Zmarł 18 października 1939 roku, został pochowany na Kwaterze Weteranów Powstania Styczniowego na Cmentarzu Wojskowym na Powązkach w Warszawie (C13-4-17).

## Ordery i odznaczenia
- Krzyż Niepodległości z Mieczami (20 stycznia 1931)[7][8]
- Krzyż Oficerski Orderu Odrodzenia Polski (1938)[5]
- Krzyż Kawalerski Orderu Odrodzenia Polski (10 listopada 1928)[9]
- Krzyż Walecznych (dwukrotnie)[1]